# Nicolas Brimo
Nicolas Brimo, né à Tarbes, le 14 octobre 1950, est un journaliste français. Depuis 1991, il exerce les fonctions d'administrateur délégué du Canard enchaîné, puis en devient le directeur des publications et de la rédaction en 2017 puis président en 2023 jusqu'à début 2024. Il est également connu pour son activité de collectionneur.

## Biographie

### Jeunesse
Nicolas Brimo est le fils d'Albert Brimo, professeur agrégé des facultés de droit, dirigeant du Centre national des indépendants et paysans et de Jacqueline Gourbeyre. Il descend de la famille Brimo de Laroussilhe, antiquaire du quai Voltaire, à Paris.

### Journalisme
Journaliste au Nouvel Observateur en 1968, après avoir collaboré à l'hebdomadaire du Parti socialiste L'Unité, il entre en 1971 à la rédaction du Canard enchaîné comme pigiste, 
Claude Angeli l'engage en 1972. Il est alors le conjoint de Christine Cottin, attachée de presse de François Mitterrand, au Parti socialiste puis à l'Elysée, puis de Kathleen Evin, qui devient sa femme. Il devient l'administrateur délégué de l'hebdomadaire en 1991.
Il fait paraître le dossier Hersant en 1977 en y détaillant les engagements de jeunesse de Robert Hersant et les procédés employés pour construire son groupe de presse.
Il succède à Michel Gaillard le 2 août 2017 en tant que directeur des publications du journal,.
En 2021, Nicolas Brimo n’envisage pas de développer un site d’information pour Le Canard enchaîné, « En allant sur Internet, vous mangez surtout votre vente de papier ». Il ne comprend pas comment le modèle économique de la presse sur internet peut fonctionner. Pour lui, c'est le passage de 33 000 à 20 000  marchands de journaux sur 20 ans qui « a entraîné une baisse de 25 % de la vente au numéro de l’ensemble de la presse ».
En septembre 2022, Le Monde décrit un « conflit de générations » entre l'équipe de rédaction d'une part et le tandem de direction Nicolas Brino et Michel Gaillard d'autre part. Ceux ci, respectivement 72 et 78 ans, sont reconduits à leurs postes en juin 2022, la limite d'âge pour être PDG du Canard ayant disparu des statuts de l'entreprise en 2014. 
En poste depuis 1992, Michel Gaillard quitte la présidence du Canard enchaîné en juillet 2023, Nicolas Brimo le remplace. Jean-François Julliard, corédacteur en chef, devient le nouveau directeur général délégué et directeur de la publication.
En février 2024, Le Canard enchaîné qui traverse une période difficile change à nouveau de direction. Érik Emptaz ancien corédacteur en chef devient Président et directeur de la publication, Jean-François Julliard prend la direction de la rédaction.
Le 28 février 2025, le conseil de prud'hommes de Paris condamne à titre personnel Michel Gaillard et Nicolas Brimo, respectivement ancien président et ancien directeur général du Canard enchaîné, pour discrimination syndicale à l'encontre de Christophe Nobili, délégué syndical SNJ-CGT,.

#### Affaire Papon
Il signe l'article « Papon, aide de camp » dans Le Canard enchaîné du 6 mai 1981. Maurice Papon, ministre du budget en exercice, y est  accusé d'avoir aidé, pendant la Seconde Guerre mondiale, l'occupant nazi à déporter, depuis Bordeaux, 1 690 juifs français ou réfugiés. C'est le début de l'affaire Papon.
Michel Slitinsky, partie civile à l'origine des premières plaintes contre Maurice Papon, revenant sur le sujet en 1998, souligne l'arrière-plan politique de l'entre-deux-tours de l'élection présidentielle de 1981 et le caractère de manœuvre politique qui préside au déclenchement de l'affaire. Nicolas Brimo a consulté le candidat socialiste François Mitterrand pour choisir de concert la date du 6 mai 1981. Le titre de l'article est évocateur: « Quand un ministre de Giscard faisait déporter les Juifs ». Selon Eric Conan, la manœuvre politique vise à faire basculer 200 000 voix juives dans le camp socialiste,. Nicolas Brimo dément toute accusation de « manœuvre électorale » assurant que la date de parution de l'article est liée à la nécessité de vérifier un certain nombre de points de cette affaire,.

#### Affaire Jean Clémentin
En 2022, Brimo dit n'avoir pas su et « être sidéré » par les révélations de L'Obs sur le passé d'espion de l’Est de Jean Clémentin, entre 1957 et 1969, publiant alors dans Le Canard enchaîné des fausses informations dictées par les communistes du StB.

#### Affaire d'emploi fictif lié à André Escaro
L'affaire concernant les soupçons d'emploi fictif au Canard enchaîné est jugée par le tribunal correctionnel de Paris en juillet 2025. Michel Gaillard, Nicolas Brimo, sont cités à comparaître pour « abus de biens sociaux » à des fins personnelles, déclaration frauduleuse pour obtenir une carte de presse, faux et usage de faux et déclaration frauduleuse à un organisme social. André Escaro ancien dessinateur et administrateur du Canard et son épouse sont poursuivis pour abus de bien sociaux pour l’un, recel d’abus de bien sociaux, escroquerie à un organisme social et fraude à la carte de presse pour l’autre,.

### Collectionneur
Il établit dès son adolescence avec son argent de poche, une bibliothèque qui constitue un des plus beaux fonds privés consacrés aux surréalistes, notamment à Aragon et à la période de la Résistance. Elle est dispersée à Drouot en novembre 2003.